# Sax-a-boom
Sax-a-boom är en elektronisk leksakssaxofon från Shoot the Moon II, ett dotterbolag till ”DSI Toys”(vilket nu har gått konkurs). Varje tangent på instrumentet spelar upp ett musikklipp som låter nästan som en saxofon. Kawasakimärket är enbart för estetik och Sax-a-boom säger att Kawasaki inte har någon som helst samverkan i produktionen av leksaken.
Leksaken blev känd via bandet Tenacious D. Jack Black använder ofta det här leksaksinstrumentet under uppträdanden. Tenacious D har använt sig av Sax-a-boomleksaken under sin senaste turné. Under en spelning i Brighton under deras senaste[när?] turné blev Sax-a-boomen som Jack Black hade använt tidigare på scenen stulen när ett fan av Tenacious D bröt sig in bakom scenen och tog den. Detta påverkade dock inte turnén eller showen då de hade ett flertal reservsaxofoner och fortsatte med showen.